# 財政部經濟事務秘書
財政部經濟事務秘書，是英国财政部的官員。
現時擔任此職的是國會議員艾瑪·雷諾茲，自2025年1月14日起就職至今。

## 職責
財政部經濟事務秘書的具體職務包括：
- 銀行和金融服務的改革與規管，
- 財政穩健事務，如與審慎監管局（英语：Prudential Regulation Authority (United Kingdom)）的關係，
- 金融行為監管事務，如與金融行為監管局（英语：Financial Conduct Authority）的關係，
- 監管所有金融服務，如銀行、保險、資產管理，
- 監管所有零售金融服務，如銀行競爭、私人消費信貸、財務建議及承受能力，
- 銀行借貸與融資渠道，
- 普及金融（領導政府的普及金融藍圖），
- 可承擔貸款的渠道，如儲蓄互助社，
- 女性參與金融的藍圖，
- 歐盟的金融服務，如脫歐和成員國的決定，
- 城市競爭力，如全球金融市場、全球金融夥伴、金融服務貿易，
- 綠色金融、伊斯蘭金融、金融科技，
- 金融服務稅務事宜，如銀行稅款、銀行企業附加費、保險費，
- 個人儲蓄稅和退休金徵稅的政策、
- 英國政府投資總署（英语：UK Government Investments）與國有資產的資助事宜，如蘇格蘭皇家銀行、英國破産管理有限公司（英语：UK Asset Resolution），
- 金融制裁、反經濟犯罪、非法金融活動，
- 外匯儲備和債務管理事務，如國民儲蓄及投資總署（英语：National Savings and Investments）、債務管理辦公室（英语：Debt Management Office），
- 現金及支付事務，如皇家鑄幣廠，以及
- 輔助於議會的經濟議題。